# Caledonia (Dakota du Nord)
Pour les articles homonymes, voir Caledonia (homonymie).
Caledonia est une census-designated place située dans le comté de Traill, dans l’État du Dakota du Nord, aux États-Unis. Sa population s’élevait à 39 habitants lors du recensement de 2010.

## Histoire
Caledonia était le siège du comté quand celui-ci a été organisé en 1875. Hillsboro est devenu le siège du comté quand l’économie de Caledonia a décliné. 

## Démographie
| Groupe            | Caledonia | Dakota du Nord | États-Unis |
| ----------------- | --------- | -------------- | ---------- |
| Blancs            | 100       | 90,0           | 72,4       |
| Autres            | 0         | 10,0           | 27,6       |
| Total             | 100       | 100            | 100        |
|                   |           |                |            |
| Latino-Américains | 0         | 2,0            | 16,7       |

| 2000 | 2010 | - | - | - | - |
| ---- | ---- | - | - | - | - |
| 25   | 39   | - | - | - | - |

Selon l'American Community Survey, pour la période 2011-2015, 100 % de la population âgée de plus de 5 ans déclare parler l'anglais à la maison.

## Source
- (en) Cet article est partiellement ou en totalité issu de l’article de Wikipédia en anglais intitulé « Caledonia, North Dakota » (voir la liste des auteurs).

1. ↑  (en) « Population of North Dakota - Census 2010 and 2000 », sur censusviewer.com.
2. ↑  (en) « Caledonia, ND Population - Census 2010 and 2000 », sur censusviewer.com.
3. ↑  (en) « Statistiques des États-Unis - Dakota du nord - Profils des comtés de 2010 » (consulté en juin 2021)
4. ↑  (en) « Language spoken at home by ability to speak English for the population 5 years and over », sur factfinder.census.gov.